# Раул Гонзалез (рукометаш)
Раул Гонзалез (шп. Raúl González Gutiérrez; Ваљадолид, 8. јануар 1970) бивши је шпански рукометаш, а садашњи тренер француског прволигаша Париз Сен Жермена.
Године 1996. био је члан шпанске рукометне репрезентације на Олимпијским играма која је освојила бронзану медаљу. Одиграо је шест утакмица и постигао пет голова.
После његове каријере крајем 2005. године, Раул Гонзалез је био помоћник тренера Таланта Дујшебајева  у Сијудад Реалу, а касније и у Атлетико Мадриду. У јануару 2014. године преузео је улогу тренера у македонском клубу Вардару. Са Вардаром је освојио ЕХФ Лигу шампиона у сезони 2016/2017 као главни тренер, СЕХА лигу и многе домаће лиге и купове. Од 2017. до 2019. године био је тренер рукометне репрезентације Македоније.

## Трофеји (као тренер)

### Вардар
- ЕХФ Лига шампиона (1) : 2017.
- Првенство Македоније (4) : 2015, 2016, 2017, 2018.
- Куп Македоније (5) : 2014, 2015, 2016, 2017, 2018.
- СЕХА лига (3) : 2014, 2017, 2018.

### Париз Сен Жермен
- Првенство Француске (7) : 2019, 2020, 2021, 2022, 2023, 2024, 2025.
- Куп Француске (2) : 2021, 2022.
- Лига куп Француске (1) : 2019.
- Суперкуп Француске (2) : 2019, 2023.